# Saʿid al-Mufti

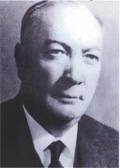
Saʿid al-Mufti (1950)

Saʿid Pasha al-Mufti (arabisch سعيد المفتي, DMG Saʿīd al-Muftī; adygeisch Сайд Хьэбжьокъуэ; * 1898 in Amman; † 25. März 1989) war ein jordanischer Politiker und dreimaliger Ministerpräsident Jordaniens.

## Leben
Al-Mufti, der seine berufliche Laufbahn 1924 bei der Kommunalverwaltung von Amman begann, war ein überzeugter Nationalist, der sich 1928 gegen das Verfassungsübereinkommen mit dem Vereinigten Königreich sträubte, da dieses Großbritannien seiner Meinung nach zu viel Einfluss in den Angelegenheiten Transjordaniens einräumte. Tatsächlich trug das Vereinigte Königreich die Verantwortung für das Völkerbundsmandat für Palästina.
Nach 1929 übernahm er mehrmals Ministerämter in den Regierungen von Transjordanien sowie später von Jorandien und war unter anderem 1944 zunächst Kommunikationsminister sowie anschließend von 1944 bis 1945 Innenminister. Nachdem er von 1948 bis 1950 erneut Innenminister war, wurde er nach der Annexion des Westjordanlands im Palästinakrieg am 12. April 1950 erstmals Ministerpräsident und war während seiner bis zum 4. Dezember 1950 dauernden Amtszeit Gegner der Verhandlungen von König Abdallah ibn Husain I. mit Israel. Dabei wurde er als Mitglied der nicht-arabischen Minderheit der Tscherkessen auch grundsätzlich von den Palästinensern respektiert.
Zwischen 1951 und 1953 war er wiederum Innenminister und in dieser Funktion von tragender Bedeutung während des Interregnums nach der Abdankung von König Talal am 11. August 1952 und dem Beginn der Volljährigkeit von dessen Sohn Hussein I. am 14. November 1953.
Am 30. Mai 1955 wurde der Parteilose al-Mufti erneut Ministerpräsident und übernahm auch das Amt des Außenministers. Allerdings trat er als Premierminister bereits am 15. Dezember 1955 wieder zurück wegen seiner Ablehnung des Bagdad-Pakts, einem von den Vereinigten Staaten unterstützten Plan zur Gründung eines Gürtels von antikommunistischen Staaten von der Türkei bis Pakistan.
König Hussein I. berief ihn am 22. Mai 1956 schließlich zum dritten Mal zum Ministerpräsidenten, um die Unterstützung der Öffentlichkeit für seine politischen Ziele zu erreichen. Al-Mufti trat jedoch bereits nach rund fünf Wochen am 1. Juli 1956 wieder zurück. Ein erneuter Auftrag zur Bildung einer weiteren Regierung 1957 schlug schließlich völlig fehl.
Zwischen Februar und August 1958 war er Präsident des Parlaments der kurzlebigen Arabischen Föderation zwischen dem Irak und Jordanien. Al-Mufti, der darüber hinaus einige Male Vize-Ministerpräsident war, schied 1963 aus dem Kabinett aus. Allerdings blieb er danach einige Jahre Präsident des Senats.
Einer seiner Söhne, Azmi al-Mufti, wurde 1984 während einer Tätigkeit als Diplomat in Rumänien  von einem Palästinenser ermordet. 